# Cryptachaea analista
Cryptachaea analista là một loài nhện trong họ Theridiidae.
Loài này thuộc chi Cryptachaea. Cryptachaea analista được Herbert Walter Levi miêu tả năm 1963.